# Natalia Houzeïeva
 (janvier 2024).
 (janvier 2024).
Natalia Anatoliivna Houzeïeva (en ukrainien : Наталя Анатоліївна Гузєєва, née le 8 août 1952 à Kiev) est une autrice, scénariste, éditrice, journaliste et traductrice ukrainienne.

## Biographie
Elle a travaillé comme linguiste, traductrice, journaliste, éditrice du studio d'animation Ukrainimafilm,  elle fut étudiante de l'université Taras-Chevtchenko. 

### Scripts de dessins animés
- Kapitochka (1980)
- Comment Petryk Pyatchkin comptait les éléphants (1984)
- Un essai sur le grand-père  (1987)
- Nous sommes des femmes. Douce vie (1988)
- La souris et la cloche de la lune (Мишко та Місячна Дзвінка), studio Kapi, 2016[1].
- Trouble Nubble Gum (23 образи Петрика П'яточкина, 23 Images de Petryk Pyatchkin), 2022[2].

### Éditrice de dessins animés
- Deux belles filles (1984)
- Ivanko et le roi corbeau (1985)

### Scripts de documentaires de vulgarisation scientifique
- Qui se réveillera en coq ?, réal. A. Borsiouk

### Livres pour enfants
Publiés jusqu'en 1993 aux éditions Rainbow : 
- Vassya Koukouchkin et l'horloge (1986)
- Comment Petryk Pyatchkin comptait les éléphants (1988)